# Schlacht von Edgecote Moor
St Albans – Blore Heath – Ludlow – Northampton – Wakefield – Mortimer’s Cross – St Albans – Ferrybridge – Towton – Hedgeley Moor – Hexham – Edgecote Moor – Losecote Field – Barnet – Tewkesbury – Bosworth Field – Stoke
Die Schlacht von Edgecote Moor fand am 26. Juli 1469 während der Rosenkriege beim Danes Moor in Northamptonshire bei einem Nebenarm des Flusses Cherwell statt. Dabei wurde König Eduard IV. aus dem Haus York von seinem eigenen Bruder  George, Herzog von Clarence und Richard Neville, Earl of Warwick (auch der „Königsmacher“ genannt) besiegt und gefangen genommen. Die Sieger übernahmen für einige Monate die Regierungsgewalt in England, bis Eduard IV. von seinem Bruder Richard befreit werden konnte.

## Geschichtlicher Hintergrund
Mit der Schlacht von Towton 1461 hatte das Haus York die erste Phase der Rosenkriege für sich entschieden. König Heinrich VI., Königin Margarete und Henry Beaufort, 2. Duke of Somerset (nach der Schlacht von Hexham hingerichtet), mussten nach Schottland fliehen, Eduard von York bestieg als Eduard IV. den englischen Thron. Die Angehörigen des Adels, die auf der Seite des Hauses Lancaster gestanden hatten, schworen König Eduard die Treue. 
Maßgeblichen Anteil am Erfolg des Hauses York hatte Richard Neville, Earl of Warwick, der größte und einflussreichste Landbesitzer in England. Während der ersten Regierungsjahre Eduards hatten der König und Neville eine sehr enge Beziehung. Neville übte ab 1460 das Amt des Lord Warden of the Cinque Ports aus.
In den folgenden Jahren jedoch kam es zu einer zunehmenden Entfremdung zwischen Eduard und Neville. Einer der Hauptgründe dafür war die heimliche Heirat Eduards mit Elizabeth Woodville im Jahr 1464, während Neville gerade eine französische Heiratsoption für seinen König verhandelte. Zu dieser Kränkung gesellte sich bald Verbitterung über die Bevorzugung der Woodvilles am Hofe. Auch außenpolitisch gab es Differenzen, Eduard favorisierte eine Allianz mit Burgund, während Warwick Frankreich bevorzugte. Darüber hinaus weigerte sich Eduard, seinen Brüdern George, Herzog von Clarence und Richard, Herzog von Gloucester die Hochzeit mit Warwicks Töchtern Isabella und Anne zu erlauben.
Als Reaktion auf diese Konflikte zog sich Warwick in den späten 1460ern immer mehr vom König zurück. Hinter Eduards Rücken schloss er eine Allianz mit Eduards Bruder George, Herzog von Clarence, der sich 1469 auch mit Isabella Neville vermählte. Als der König 1469 nach Norden zog, um einige kleinere Aufstände niederzuschlagen, nutzten Warwick und Clarence dessen Abwesenheit aus und begannen, das Gerücht zu streuen, Eduard sei ein Bastard und Clarence der eigentliche Erbe des Hauses York.

## Die Schlacht
Im Norden begann Sir William Conyers, einer von Warwicks Hauptmännern, der sich selbst Robin of Redesdale nannte, eine Rebellion. König Eduard glaubte, diesen Aufstand leicht niederschlagen zu können und zog mit nur wenigen Männern dorthin. Schnell bemerkte er jedoch, dass seine Männer den Rebellen unterlegen waren und zog sich nach Nottingham zurück, um dort weitere Soldaten zu rekrutieren. Der König hatte jedoch stark an Popularität verloren und fand nur wenige Männer, die bereit waren, sich ihm anzuschließen. Eduard wartete daher in Nottingham auf die Earls von Pembroke und Devon, die mit einer Armee von Süden kommen sollten.
Am 12. Juli erklärten Warwick und Clarence den Rebellen ihre Unterstützung und am 18. Juli verließ Warwick London als Anführer einer großen Armee. Die Rebellen eilten ihrerseits nach Süden, um mit Warwick zusammenzutreffen. Dabei umgingen sie den König in Nottingham, trafen jedoch bei Edgecote Moor mit der Armee von Pembroke und Devon zusammen.
Die Armeen bemerkten einander am 25. Juli. Während der Earl of Devon und seine walisischen Bogenschützen einige Meilen entfernt in einem Dorf übernachtet hatten, griffen die Rebellen am Morgen des 26. Juli über den Fluss die Truppen des Earl Pembroke an und zwangen sie zum Rückzug auf eine gewisse Entfernung. Pembroke wurde dann erneut angegriffen, konnte sich jedoch verteidigen, während er auf Devon wartete.
Gegen Mittag erhielt Pembroke die Nachricht, dass Devon sich schnell nähere. Zur gleichen Zeit erreichte jedoch Warwicks Vorhut das Schlachtfeld, was den Kampfgeist der Rebellen sofort anstachelte. Als sie Warwicks Uniformen erkannten, wähnten Pembrokes Männer die gesamte Macht seiner kampferprobten Soldaten gegen sich und flohen vom Schlachtfeld. Der Widerstand der königlichen Armee brach so zusammen, möglicherweise ehe Devon sie überhaupt erreicht hatte.

## Ergebnis der Schlacht
Eduard IV. und der Earl of Pembroke gerieten in Gefangenschaft. Nach der Schlacht ließ Warwick seinen Rivalen Pembroke hinrichten. Warwick und Clarence übernahmen für einige Monate die Regierungsgewalt in England. Allerdings stand eine große Anzahl englischer Adliger, darunter auch Warwicks Bruder John Neville loyal auf der Seite des Königs. Eduard IV. wurde bald durch eine von seinem jüngsten Bruder Richard geführten Armee befreit. 
Warwick wurde 1470 als Verräter angeklagt und war gezwungen, nach Frankreich zu fliehen. Er trug dem Haus Lancaster seine Gefolgschaft an und schloss eine Allianz mit seiner alten Feindin Margarete von Anjou, Ehefrau Heinrichs VI.